# Оринчин Андрій Романович
Андрі́й Рома́нович Ори́нчин — полковник Збройних Сил України, учасник російсько-української війни.

## Життєпис
Станом на листопад 2017 року — начальник командного пункту - заступник начальника штабу з бойового управління 80 ОДШБр.

## Нагороди
- орден Богдана Хмельницького I ступеня (16 жовтня 2023) —  особисту мужність, виявлену у захисті державного суверенітету та територіальної цілісності України, самовіддане виконання військового обов'язку[4].
- орден «Богдана Хмельницького» II ступеня (2022) — за особисту мужність і самовіддані дії, виявлені у захисті державного суверенітету та територіальної цілісності України, вірність військовій присязі.
- орден «Богдана Хмельницького» III ступеня (2019) — за особисту мужність і самовіддані дії, виявлені у захисті державного суверенітету та територіальної цілісності України, зразкове виконання військового обов'язку та з нагоди Дня Десантно-штурмових військ Збройних Сил України.
- орден Данила Галицького (2022) — за особисту мужність і самовіддані дії, виявлені у захисті державного суверенітету та територіальної цілісності України, вірність військовій присязі.